# Porto Alegre do Piauí
Porto Alegre do Piauí là một đô thị thuộc bang Piauí, Brasil. Đô thị này có diện tích 1136,804 km², dân số năm 2007 là 2478 người, mật độ 2,18 người/km².